# Santiago Álvarez
Santiago Álvarez (ur. 18 marca 1919 w Hawanie, zm. 20 maja 1998 tamże) – kubański reżyser i scenarzysta filmowy.
Był współtwórcą kubańskiej kinematografii. Tworzył głównie filmy dokumentalne, w których czerpał z teorii i praktyki rosyjskiej kinematografii, dzięki czemu stworzył własny styl. W swoich filmach wykorzystywał nowe rozwiązania formalne, m.in. gwałtowne spięcia montażu przeciwieństw i dynamikę napisów, wprowadził też elementy nowoczesnej grafiki. Otrzymał wiele nagród na międzynarodowych festiwalach filmowych. Ważniejsze jego filmy to Ciclon (1963), Abril de Vietnam en el Auo del Gato (1975) i El desatio (1979).
Zmarł 20 maja 1998 w Hawanie na chorobę Parkinsona.

## Filmografia
- Ciclon (Hurricane) (1963)
- Segunda Declaracion de la Habana (1964)
- Now (1965)
- La Guerra Olvidada (Laos: A Forgotten War) (1966)
- Cerro Pelado (1966)
- Hanoi, Martes 13 (1967)
- 79 Primaveras (1969)
- El Sueno del Pongo (The Servant's Dream) (1970)
- De America soy hijo y a ella de debo (Born of the Americas) (1972)
- Y el cielo fue tomado por asulto (And heaven was taken by storm) (1973)
- El tigre saltó y mató, pero morirá... morirá... (The Tiger leaps and kills, but it will die...) (1973)
- Abril de Vietnam an el ano del gato (1975)
- Mi Hermano Fidel (1977)